# Antero Vanhanen
Antero Vanhanen (ur. 1 kwietnia 1935 w Otradnom, zm. 30 grudnia 1986 w Helsinkach) – fiński zapaśnik walczący w stylu klasycznym. Olimpijczyk z Rzymu 1960, gdzie zajął piąte miejsce w kategorii do 87 kg.
Mistrz Finlandii w 1958, 1959, 1961, 1962, 1963, 1964 i 1966; trzeci w 1956, w stylu klasycznym. Pierwszy w 1962, 1964 i 1965, w stylu wolnym.

## Letnie Igrzyska Olimpijskie 1960
| Konkurencja          | Rundy eliminacyjne | Rundy eliminacyjne    | Rundy eliminacyjne  | Rundy eliminacyjne       | Rundy eliminacyjne | Klas. końcowa |
| Konkurencja          | Przeciwnik I       | Przeciwnik II         | Przeciwnik III      | Przeciwnik IV            | Przeciwnik V       | Miejsce       |
| -------------------- | ------------------ | --------------------- | ------------------- | ------------------------ | ------------------ | ------------- |
| 87 kg styl klasyczny | wolny los          | Giwi Kartozia (SUN) P | José Panizo (ESP) Z | Herbert Albrecht (DDR) Z | Tevfik Kış (TUR) P | 5.            |